# Juan José de la Cruz
San Juan José de la Cruz (1654 – 1734) fue un santo italiano. Es el patrono de la isla de Ischia, el lugar donde nació.
Nacido como Carlo Gaetano Calosirto, entró a la Orden Franciscana en Nápoles a la edad de 16 años. Tuvo una reputación de austeridad y del don de milagros.
Este pequeño sacerdote de la Orden de los Frailes Menores, que creció siguiendo los pasos de san Pedro de Alcántara, tiene, entre otros, el mérito de haber restaurado la disciplina religiosa en muchos conventos de Nápoles. Estaba muy afeccionado a la gente de la isla de Ischia, a la que volverá sólo dos veces, hoy es copatrón con Santa Restituta. Fue canonizado por Gregorio XVI en 1839, junto con Francesco de Jerónimo y Alfonso María de Ligorio que lo habían conocido en vida y le habían pedido consejo.
Nacer en una familia acomodada es a menudo una ventaja, pero lo es aún más nacer y crecer en una familia religiosa, donde la fe no es algo abstracto, sino una compañera de la vida diaria con la oración, el ayuno y la devoción. Los Calosirto también enviaron a su hijo Carlos Gaetano a estudiar con los Agustinos de Ischia, para que su formación religiosa fuera más completa. Y tenían razón. Fue allí donde el pequeño se enamoró de Jesús y donde Jesús le hizo escuchar su voz que lo llamaba a dedicarle toda su vida.
Humilde y gran hijo de san Francisco
A sólo 16 años el joven entró en el convento de Santa Lucía al Monte de Nápoles. El 24 de junio de 1671 hizo su profesión religiosa y cambió su nombre por el de Juan José de la Cruz. Vivió entre los Frailes Menores Descalzos de la Reforma de San Pedro de Alcántara, llamados Alcantarinos, cuya regla lo condujo hacia una severa austeridad, tan grande que incluso renunció para siempre a calzar un par de zapatos. 
En 1674 fue enviado a fundar un monasterio en Afila, Piedimonte, donde asistió en la construcción del mismo, allí también mandó construir una pequeña ermita, que todavía hoy es un destino de peregrinación, llamada "La Soledad". 
```
Fue ordenado sacerdote, y como superior, realizó las tareas más modestas en la comunidad monástica. En 1702 fue designado 
vicario
 provincial de la Reforma Alcantarina en Italia.
```

Durante su vida tuvo que ser testigo de la ruptura entre los alcantarinos de España y los de Italia, de los que llegó a ser provincial, trabajando durante veinte años antes de ver la familia reunida y no sin sufrir críticas injustas e incluso calumnias, a las que respondió haciendo un voto de silencio. "Todo lo que Dios permite, lo permite para nuestro bien", era su consuelo.
"Fray Cien Parches"
Pero Juan José se siente ante todo un sacerdote, y un sacerdote en misión. Por eso,como san Francisco, buscará vivir la perfección de la pobreza de Jesús y de la Hermana Pobreza, e irá al encuentro de los pobres en las esquinas de las calles, en las chozas y en las azoteas para ayudarlos, confortarlos y asistirlos material y espiritualmente. Durante el resto de su vida vestirá un solo hábito todo desgarrado y recocido con muchos remiendos; harapos muy desagradables que Juan José no los verá como un indumento muy impropio, sino que dirá que sus harapos, en realidad, son un elegante uniforme similar al de los caballeros. Por eso le apodaron el "Fraile de los Cien Parches". Además de una grande fe y caridad, se le atribuyen también otros dones carismáticos que manifestaban la potente capacidad de oración e intercesión que lo animaba: bilocaciones, profecías, lecturas de corazones, levitaciones, curaciones milagrosas e incluso una resurrección.
La predilección por Nuestra Señora
De niño, el joven Calosirto aprendió en casa la gran devoción por María, que crecerá en él a lo largo de su vida, junto con su vocación y santidad. Siempre invocaba a Nuestra Señora, buscando su consejo y consuelo en las situaciones más difíciles, y ella, una madre cariñosa y fiel, lo rodeaba con afecto y a veces incluso con maravillas. Como Superior de los Alcantarinos siempre tendrá una pequeña imagen de María en su escritorio y la mirará detenidamente y con fervor, dirigiéndose a ella en oración antes de cualquier decisión o pronunciamiento. "No sabía vivir más que con ella", sostienen sus biógrafos, y son muchos los testimonios de los frailes a los que recomendó rendirle homenaje porque ella "te consolará, te ayudará, te sacará de tus problemas". El fraile que lo cuidaba en su agonía, ha referido que las últimas palabras pronunciadas por Juan José en el momento de la muerte fueron para María: "Te encomiendo a la Virgen", dijo, y podemos considerar esto como su testamento espiritual. Murió el 5 de marzo de 1734.
Este santo es invocado para obtener la fortaleza divina en las pruebas con esta oración:
Oh, san Juan José de la Cruz,
tú que supiste transformar el dolor en amor confiado,
obtennos tu alegría y tu serenidad en la enfermedad y en las pruebas. Ayúdanos a ver que el sufrimiento puede ser aligerado,
si en vez de arruinarlo con nuestras lamentaciones,
creemos con viva fe que Dios Padre lo permite por nuestro bien.
Siguiendo tu ejemplo, queremos aceptar todo con amor y paciencia,
y de manera pura y confiada.
Enséñanos a no cargar nuestro dolor sobre los demás.
Pedimos tu intercesión para que Dios nos de su fortaleza
y aprendamos a bendecir y dar gracias al Señor,
no sólo cuando nos da alegría,
sino también cuando permite la enfermedad y las diversas pruebas.
Así sea.

## Veneración
Fue beatificado al 24 de mayo de 1789, y canonizado al 26 de mayo de 1839 por Gregorio XVI.  En el Castillo Aragonés en  Ischia, se encuentra una pequeña capilla consagrada a San Juan José de la Cruz.